# Dolenja Stara vas
Dolenja Stara vas este o localitate din comuna Šentjernej, Slovenia, cu o populație de 187 de locuitori.